# برايفت آي
برايفت آي (بالإنجليزية: Private Eye) هي مجلة إخبارية ساخرة بريطانية تصدر كل أسبوعين، تأسست عام 1961. وتُنشر في لندن ويتولى تحريرها إيان هيسلوب منذ عام 1986. وتشتهر المجلة على نطاق واسع بنقدها البارز وسخريتها من الشخصيات العامة. كما تشتهر أيضًا بالصحافة الاستقصائية المتعمقة في الفضائح التي لم يتم الإبلاغ عنها بشكل كافٍ وعمليات التستر.
مجلة برايفت آي هي مجلة الأخبار البريطانية الأكثر مبيعًا في مجال الشؤون الجارية، وتتمتع بشهرة وتأثير طويل الأمد لدرجة أن العديد من النكات المتكررة فيها دخلت الثقافة الشعبية في المملكة المتحدة. وتقاوم المجلة اتجاه انخفاض توزيع وسائل الإعلام المطبوعة، حيث سجلت أعلى توزيع لها على الإطلاق في النصف الثاني من عام 2016. إنها مملوكة للقطاع الخاص ومربحة للغاية.
بفضل «المقاومة المحافظة العميقة للتغيير»، فقد قاومت الانتقال إلى المحتوى عبر الإنترنت أو التنسيق اللامع: فقد كانت تُطبع دائمًا على ورق رخيص وتشبه، في الشكل والمحتوى، القصص المصورة أكثر من كونها مجلة جادة. وقد أدت سخرية الصحيفة والصحافة الاستقصائية التي تنشرها إلى العديد من دعاوى التشهير. تشتهر المجلة باستخدام أسماء مستعارة من قبل المساهمين فيها، والذين كان العديد منهم بارزين في الحياة العامة – وهذا يمتد حتى إلى مالك خيالي، اللورد جنوم.

## التاريخ
كان السلف لمجلة برايفت آي هي مجلة الوالوبي، وهي مجلة سرية نشرت في مدرسة شروزبري من قبل التلاميذ في منتصف الخمسينيات من القرن العشرين وقام بتحريرها ريتشارد إنجرامز، ويلي راشتون، وكريستوفر بوكر، وبول فوت. سخرت صحيفة والوبيان (وهي مسرحية على اسم مجلة المدرسة ذا سالوبيان) من روح المدرسة والتقاليد والأساتذة. بعد الخدمة الوطنية، ذهب إنجرامز وفوت كطلاب جامعيين إلى جامعة أكسفورد، حيث التقيا بمتعاونين مستقبليين بما في ذلك بيتر أوزبورن وأندرو أوزموند وجون ويلز.
بدأ العمل في المجلة بشكل صحيح عندما علموا بعملية طباعة جديدة، وهي طباعة الأوفست الضوئية، مما يعني أن أي شخص لديه آلة كاتبة وطباعة ليتراسيت يمكنه إنتاج مجلة. تم تمويل النشر في البداية من قبل أوزموند وتم إطلاقه في عام 1961. ومن المتفق عليه أن أوزموند هو من اقترح هذا العنوان، وقام ببيع العديد من النسخ المبكرة بنفسه في حانات لندن.
تم تحرير المجلة في البداية على يد بوكر وتم تصميمها على يد راشتون، الذي رسم الرسوم الكاريكاتورية لها. كان أوزبورن هو أول مدير إداري لها. وقد تقاسم محررها اللاحق، إنغرامز، الذي كان آنذاك يسعى إلى مهنة التمثيل، رئاسة التحرير مع بوكر بدءًا من العدد العاشر تقريبًا، وتولى المهمة بدءًا من العدد الأربعين. في البداية، كانت مجلة برايفت آي بمثابة وسيلة للنكات الصبيانية: امتداد لمجلة المدرسة الأصلية، وبديل لمجلة بانش.
اشترى بيتر كوك—الذي أسس في أكتوبر 1961، أول ملهى ليلي ساخر في لندن—مجلة برايفت آي في عام 1962، مع نيكولاس لوارد، وكان مساهمًا لفترة طويلة. وكان من بين المساهمين الأساسيين في تطوير المجلة أوبيرون واوج، وكلود كوكبيرن (الذي كان يدير صحيفة فضائح ما قبل الحرب، ذا ويك)، وباري فانتوني، وجيرالد سكارف، وتوني راشتون، وباتريك مارنهام، وكانديدا بيتجمان. كان كريستوفر لوج مساهمًا آخر لفترة طويلة، حيث قدم عمود «قصص حقيقية»، والذي يضم قصاصات من الصحافة الوطنية. كتب كاتب عمود القيل والقال نايجل ديمبستر على نطاق واسع للمجلة قبل أن يختلف مع إيان هيسلوب وكتاب آخرين، بينما كتب فوت عن السياسة والحكومة المحلية والفساد. كانت هيلاري لوينجر موظفة الاستقبال والمساعد العام من عام 1984 إلى عام 2014.

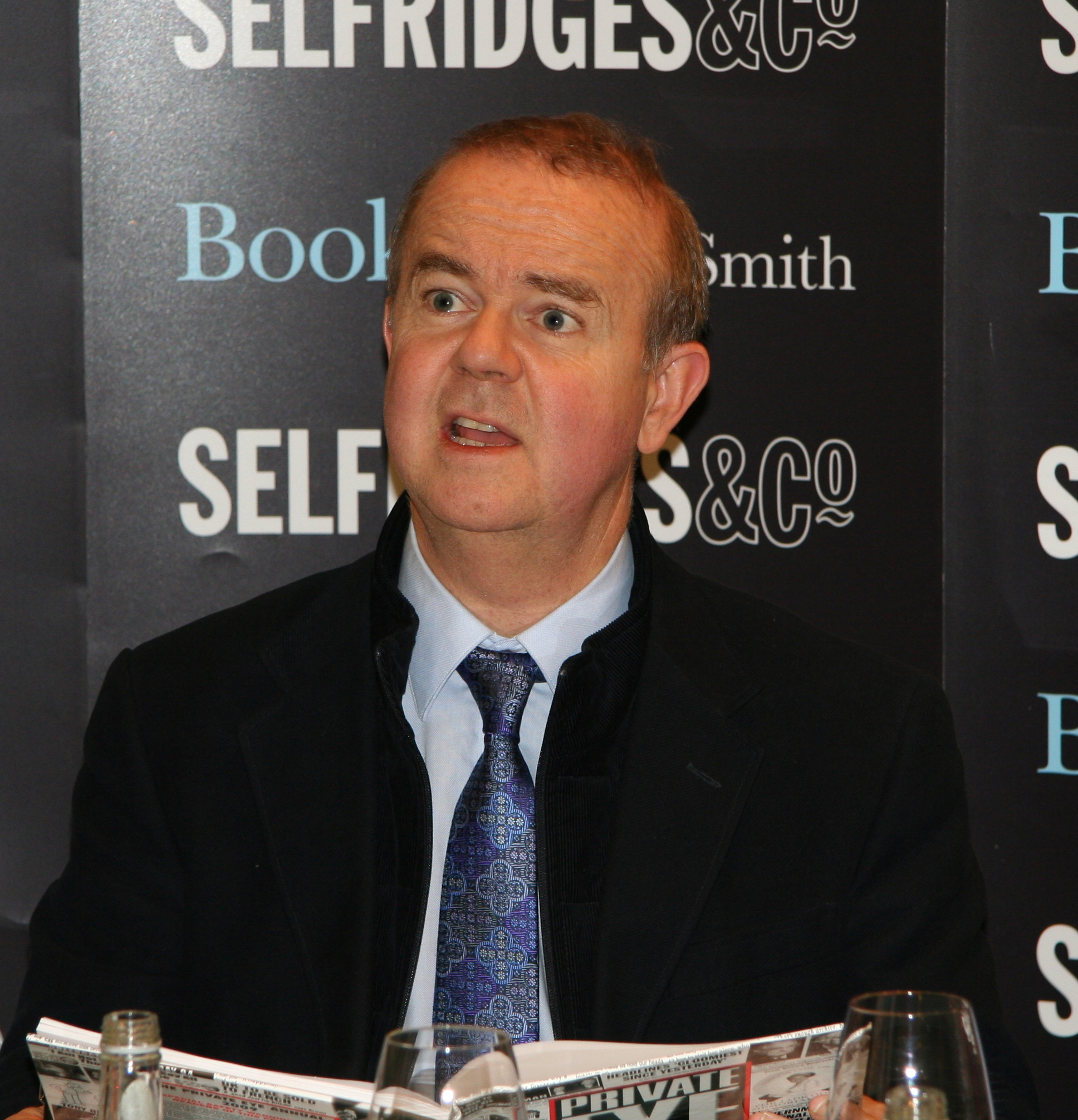
إيان هيسلوب في حفل إطلاق كتاب آي في عام 2009

استمر إنجرامز في منصب المحرر حتى عام 1986 عندما خلفه هيسلوب. ولا يزال إنجرامز رئيسًا للشركة القابضة.

## أسلوب المجلة
غالبًا ما تنشر مجلة برايفت آي تقارير عن تصرفات الأفراد الأقوياء والمهمين، ونتيجة لذلك، تلقت العديد من أوامر التشهير طوال تاريخها. وتشمل هذه الهجمات ثلاثة هجمات أصدرها جيمس جولدسميث (المعروف في المجلة باسم «(السير) جامي فيشباست» و«أصابع جونا جامي») والعديد من الهجمات التي شنها روبرت ماكسويل (المعروف باسم «الكابتن بوب»)، والتي أسفرت إحداها عن منح التكاليف والأضرار المبلغ عنها بقيمة 225000 جنيه إسترليني، والهجمات على المجلة من قبل ماكسويل من خلال كتاب، الحقد في بلاد العجائب، ومجلة لمرة واحدة، لا برايفت آي. ويشير المدافعون عنها إلى أنها غالبًا ما تحمل أخبارًا لا تنشرها الصحافة السائدة خوفًا من الإجراءات القانونية الانتقامية أو لأن المادة تهم أقلية من الناس.
بالإضافة إلى تغطية مجموعة واسعة من الشؤون الجارية، تشتهر مجلة برايفت آي أيضًا بتسليط الضوء على أخطاء الصحف وسلوكها المنافق في عمود «شارع العار»، الذي سمي على اسم شارع فليت، الموطن السابق للعديد من الصحف. يتناول هذا العمود القضايا السياسية البرلمانية والوطنية، مع تغطية السياسة الإقليمية والمحلية بنفس العمق في عمود «البلدات الفاسدة» (الذي سمي على اسم البلدات الفاسدة في مجلس العموم قبل قانون الإصلاح لعام 1832). ويتم نشر قدر كبير من التحقيقات الصحفية في قسم «في الخلف»، والتي تتناول في كثير من الأحيان عمليات التستر والفضائح غير المبلغ عنها. وقد كشف عمود مالي بعنوان «في المدينة» (في إشارة إلى مدينة لندن)، كتبه مايكل جيلارد تحت الاسم المستعار «سليكر»، عن العديد من الفضائح المالية الكبرى ووصف ممارسات تجارية غير أخلاقية.
بعض المساهمين في مجلة برايفت آي هم شخصيات إعلامية أو متخصصون في مجالهم يكتبون بشكل مجهول، وغالبًا تحت أسماء مستعارة فكاهية، مثل «الدكتور بي تشينج» (إشارة إلى تخفيضات بيتشينج) الذي يكتب عمود «فشل الإشارة» حول السكك الحديدية. تنشأ القصص في بعض الأحيان من كتاب يعملون في منشورات أكثر شعبية ولكنهم لا يستطيعون نشر قصصهم من خلال أصحاب العمل الرئيسيين لديهم.
بعض المساهمين في مجلة برايفت آي هم شخصيات إعلامية أو متخصصون في مجالهم يكتبون بشكل مجهول، وغالبًا تحت أسماء مستعارة فكاهية، مثل «الدكتور بي تشينج» (إشارة إلى تخفيضات بيتشينج) الذي يكتب عمود «فشل الإشارة» حول السكك الحديدية. تنشأ القصص في بعض الأحيان من كتاب يعملون في منشورات أكثر شعبية ولكنهم لا يستطيعون نشر قصصهم من خلال أصحاب العمل الرئيسيين لديهم.

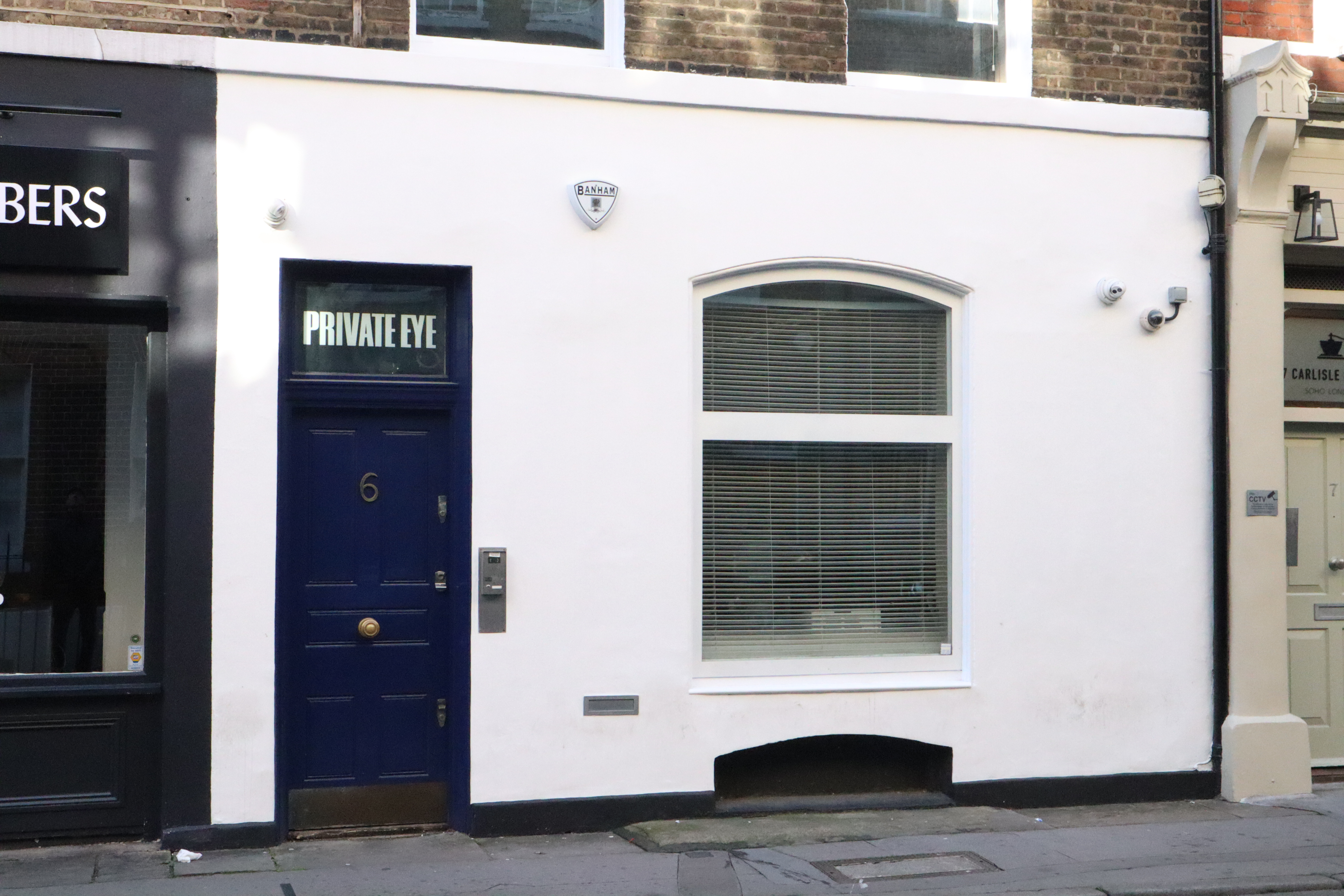
المقر الرئيسي لشركة برايفت آي في 6 شارع كارلايل في سوهو

لقد تأخرت مجلة برايفت آي تقليديًا عن المجلات الأخرى في تبني تقنيات الطباعة والتنضيد الجديدة. في البداية، تم تصميمه بالمقص والمعجون وتم طباعته على ثلاث آلات كاتبة من نوع آي بي إم الكهربائية—مائل، وبيكا، وإيليت—مما أعطى مظهرًا غير احترافي للصفحات. لمدة بضع سنوات بعد أن أصبحت أدوات التخطيط متاحة، احتفظت المجلة بهذه التقنية للحفاظ على مظهرها، على الرغم من استبدال الآلات الكاتبة الثلاثة القديمة بآلة ملحن آي بي إم. لا تزال المجلة اليوم تهيمن عليها الألوان السوداء والبيضاء (على الرغم من أن الغلاف وبعض الرسوم الكاريكاتورية بالداخل تظهر بالألوان)، كما تحتوي على نصوص أكثر ومساحة بيضاء أقل مما هو معتاد في المجلات الحديثة. تمت طباعة جزء كبير من النص بالخط القياسي تايمز نيو رومان. كان «القسم الملون» السابق مطبوعًا باللونين الأبيض والأسود مثل بقية المجلة: فقط المحتوى كان ملونًا.

## الأعمدة البارزة
كانت سلسلة من الأعمدة الساخرة التي تشير إلى رئيس الوزراء في ذلك الوقت سمة طويلة الأمد لمجلة برايفت آي. وفي حين كان ذلك ساخراً، كتب إنغرامز وجون ويلز خلال ثمانينيات القرن العشرين سلسلة من الرسائل الخيالية العاطفية من دينيس تاتشر إلى بيل ديديس في عمود «عزيزي بيل»، حيث سخرا من تاتشر ووصفاها بأنها سكيرة ودودة تلعب الجولف. تم جمع العمود في سلسلة من الكتب وأصبح مسرحية («هل من أحد من أجل دينيس؟») حيث لعب ويلز دور دينيس الخيالي، وهي شخصية أصبحت الآن «مختلطة بشكل لا ينفصم مع الشخصية التاريخية الحقيقية»، وفقًا لإنجرامز.
في الخلف هو قسم للصحافة الاستقصائية يرتبط بشكل خاص بالصحفي بول فوت (نشرت مجلة آي دائمًا تحقيقاتها الصحفية الاستقصائية في الجزء الخلفي من المجلة). كانت مجلة برايفت آي واحدة من المنظمات الصحفية التي شاركت في غربلة وتحليل وثائق أوراق الجنة، ويظهر هذا التعليق في في الخلف.
أركان وزوايا (كانت تسمى في الأصل أركان وزوايا البربرية الجديدة)، وهي عمود معماري ينتقد بشدة التخريب المعماري و«البربرية»، ولا سيما الحداثة والوحشية، أسسها في الأصل جون بيتجمان في عام 1971 (هاجمت مقالته الأولى مبنى أشاد به عدوه نيكولاس بيفسنر) واستمرت ابنته كانديدا ليسيت جرين في إدارتها. لمدة أربعة عقود بدءًا من عام 1978، تم تحريرها بواسطة جافين ستامب تحت الاسم المستعار بيلوتي. يتضمن العمود بشكل خاص مناقشة حالة العمارة العامة وخاصة الحفاظ (أو غير ذلك) على التراث المعماري البريطاني.
شارع العار هو عمود يتناول سوء السلوك الصحفي والتجاوزات، والنفاق، والتأثير غير اللائق من قبل المالكين والمحررين، والذي يأتي في الغالب من خلال المعلومات السرية—وهو يعمل أحيانًا كمكان لتسوية الحسابات داخل التجارة، وهو مصدر احتكاك مع المحررين. شكل هذا العمل الأساس لجزء كبير من شهادة إيان هيسلوب أمام لجنة تحقيق ليفسون، وكان ليفسون مكملاً للمجلة والعمود. يشير مصطلح شارع العار إلى شارع فليت، المركز السابق للصحافة البريطانية، وأصبح مرادفًا له.
يركز عمود «البلدات الفاسدة» على المخالفات الفعلية أو المزعومة في الحكومات المحلية أو الإقليمية والانتخابات، على سبيل المثال، الفساد والمحسوبية والنفاق وعدم الكفاءة. اسم العمود مشتق من البلدات المتعفنة في القرن الثامن عشر.
هناك أيضًا العديد من الأقسام المصغرة المتكررة.

## الطبعات الخاصة
وقد نشرت المجلة أحيانًا إصدارات خاصة مخصصة للإبلاغ عن أحداث معينة، مثل عدم كفاءة الحكومة في التعامل مع تفشي مرض الحمى القلاعية عام 2001، وإدانة عبد الباسط المقرحي في عام 2001 بتهمة تفجير لوكربي عام 1988 (وهي الحادثة التي غطتها مجلة في الخلف بانتظام منذ ذلك الحين)، والجدل المزعوم حول لقاح الحصبة والنكاف والحصبة الألمانية (الذي ثبت منذ ذلك الحين أنه احتيال طبي ارتكبه أندرو ويكفيلد) في عام 2002.
تم نشر عدد خاص في عام 2004 لإحياء ذكرى وفاة المساهم القديم بول فوت. في عام 2005، أنشأت صحيفة الغارديان ومجلة برايفت آي جائزة بول فوت (يشار إليها بشكل عام باسم «فوتي»)، بصندوق جائزة سنوي بقيمة 10 آلاف جنيه إسترليني، للصحافة الاستقصائية/الحملاتية في ذكرى فوت.

## النكات الداخلية
تحتوي المجلة على العديد من النكات المتكررة والإشارات المعقدة، والتي غالبًا ما تكون مفهومة فقط لأولئك الذين قرأوا المجلة لسنوات عديدة. وتشمل هذه الأساليب التعبيرات الملطفة المصممة لتجنب قوانين التشهير الإنجليزية المعروفة بصداقتها للمدعي، مثل استبدال كلمة «سكران» بكلمة «متعب وعاطفي»، أو استخدام عبارة «المناقشات الأوغندية» للإشارة إلى الاستغلال الجنسي غير المشروع؛ والمحاكاة الساخرة الأكثر وضوحًا باستخدام الصور النمطية التي يمكن التعرف عليها بسهولة، مثل السخرية من أعضاء البرلمان المحافظين باعتبارهم «السير بوفتون توفتون». لقد سقطت بعض المصطلحات في عدم الاستخدام عندما أصبحت معانيها الخفية معروفة بشكل أفضل.
غالبًا ما تخطئ المجلة عمدًا في كتابة أسماء بعض المنظمات، مثل «كرابيتا» لشركة التعهيد الخارجي كرابيتا، و«كارتر–فاك» لشركة المحاماة كارتر–روك، و«الغراونياد» لصحيفة الغارديان (الأخيرة إشارة إلى الأخطاء المطبعية المتكررة للصحيفة في أيامها باسم صحيفة مانشستر غارديان). قد يُشار إلى بعض الأفراد باسم آخر، على سبيل المثال، بيرس مورغان باسم «بيرس مورون»، وريتشارد برانسون باسم «بيردي»، وروبرت مردوخ باسم «الحفار القذر». الملكة إليزابيث الثانية والملك تشارلز الثالث معروفان باسم «بريندا» و«برايان» على التوالي، وهما اسمان يعود أصلهما إلى خدم القصر.[بحاجة لمصدر]
يميل النصف الأول من كل عدد، والذي يتكون بشكل رئيسي من التقارير الإخبارية والصحافة الاستقصائية، إلى تضمين هذه النكات الداخلية بشكل أكثر دقة، للحفاظ على النزاهة الصحفية، بينما يميل النصف الثاني، والذي يتميز عمومًا بالمحاكاة الساخرة غير المقيدة والفكاهة اللاذعة، إلى تقديم نفسه بطريقة أكثر مواجهة.

## الرسوم المتحركة
بالإضافة إلى العديد من الرسوم الكرتونية الفريدة، تتميز مجلة برايفت آي بالعديد من القصص المصورة المنتظمة:
- يبدو أن بقلم مايك بارفيلد – سخرية من الحياة اليومية أو اتجاهات البوب
- المشاهير من تأليف تشارلز بيتي ومارك وارين، والمعروفين بشكل جماعي باسم ليجر – وهي شريط عن نجم روك مشهور يدعى غاري بلوك، والذي ظهر لأول مرة في عام 1987. تم إنتاج نسخة من المسرحية الهزلية لهيئة الإذاعة البريطانية في عام 2002.[42]
- أعمال يائسة بواسطة رمية حديثة – يصور مجموعة من المهن، مثل وكيل عقارات يُظهر لزوجين منزلًا صغيرًا، مع التعليق: «إنه أصغر قليلاً مما يبدو على موقع الويب الخاص بك».
- العبارات المخففة للاتحاد الأوروبي بواسطة لآر جي – تظهر بيروقراطيًا من الاتحاد الأوروبي يدلي ببيان، مع تعليق يوحي بما يعنيه في الواقع، ويصور الاتحاد الأوروبي في ضوء سلبي أو نفاقي. على سبيل المثال، يعلن أحد مسؤولي الاتحاد الأوروبي: «إن معاقبة بريطانيا على خروجها من الاتحاد الأوروبي من شأنه أن يُظهر للعالم أننا فقدنا المؤامرة»، مع عنوان يقول: «سوف نعاقب بريطانيا على خروجها من الاتحاد الأوروبي. لقد فقدنا المؤامرة».
- الملائكة الساقطة – رسم كاريكاتوري عادي مع تعليق يصور المشاكل (البيروقراطية غالبًا) في الخدمة الصحية الوطنية
- المسودات الأولية بقلم سيمون بيرسيل – مسودات أصلية لكتب شهيرة
- لحظات منسية في تاريخ الموسيقى – تحتوي على إشارات غامضة إلى أغانٍ وفنانين بارزين.
- إنه قاتم في شمال لندن من تأليف سكين وباكر – وهو كتاب ساخر عن «الموضة» في إيسلنجتون والذي تم عرضه منذ عام 1999.
- الشعارات كما ينبغي أن تكون – هجاء لشعارات بعض أشهر الشركات في العالم
- البريميريشتس بقلم بول وود – هجاء لكرة القدم الاحترافية ولاعبي كرة القدم في الدوري الإنجليزي الممتاز
- سنيبكوك وتويد بقلم نيك نيومان – عن اثنين من الناشرين
- عارضات الأزياء الخارقات من تأليف نيل كيربر – يسخر من أسلوب حياة عارضات الأزياء الخارقات؛ الشخصيات نحيفة بشكل لا يصدق.
- «اليوب واليوبيتيس» بقلم توني هاسباند – سخرية من ثقافة الشباب، ظهرت منذ أواخر الثمانينيات
- الفنانون البريطانيون الشباب بقلم بيرش – محاكاة ساخرة لحركة الفنانين البريطانيين الشباب مثل تريسي إمين وداميان هيرست

تتضمن بعض شرائط الرسوم المتحركة السابقة للمجلة ما يلي:
- مغامرات السيد ميليبيان – تم تصوير زعيم المعارضة السابق، إد ميلباند، في دور مستر بين الذي جسده روان أتكينسون.
- آندي كاب في الحلبة – محاكاة ساخرة لأندي كاب، تسخر من مرشح زعامة حزب العمال أندي بيرنهام ومنافسيه، وتصور بيرنهام على أنه كاب.
- باري ماكنزي – شريط شعبي في منتصف الستينيات يروي مغامرات أسترالي مهاجر في إيرلز كورت، لندن وأماكن أخرى، كتبه باري همفريز ورسمه نيكولاس جارلاند
- معركة من أجل بريطانيا – هجاء للسياسة البريطانية (1983–1987) من منظور القصص المصورة عن الحرب العالمية الثانية
- البروونيتس – نسخة طبق الأصل من الرسوم المتحركة الاسكتلندية البروونز، والتي يظهر فيها جوردون براون ومعاونوه المقربون. تمت كتابة فقاعات الكلام بخط اسكتلندي عريض.
- دان داير، طيار المستقبل؟ وتوني بلير، طيار المستقبل المنظور – محاكاة ساخرة لقصص دان دير المصورة في الخمسينيات، تسخر (على التوالي) من فترة نيل كينوك كزعيم لحزب العمال، وحكومة توني بلير العمالية.
- ديف سنوتي وأصدقائه الجدد – تم رسمها على غرار ذا بينو، حيث سخرت من ديفيد كاميرون باعتباره «ديف سنوتي» (في إشارة إلى شخصية «اللورد سنوتي» في ذا بينو)، المتورط في سلوكيات تلاميذ المدارس العامة مع أعضاء حكومته. يظهر كاميرون وهو يرتدي زي كلية إيتون مع ربطة عنق على شكل فراشة، ومعطف طويل، وصدرية، وبنطلون مخطط.
- المخرجين بقلم دريدج وريج – علق على تجاوزات الأثرياء في غرف اجتماعات مجلس الإدارة.
- القباقيب بقلم بيل تيدي – عن راقصي السدود
- الركاب بقلم جريزيلدا – تتبع جهود اثنين من الركاب للحصول على قطار للذهاب إلى العمل.
- الاحتباس الحراري: الجانب الإيجابي – سخرية من آثار الانحباس الحراري العالمي، تشير إلى تأثير «إيجابي» وهمي لظواهر مثل الكوسا بحجم الحافلة في مسابقات الخضروات في القرى، وانخفاض أسعار الوقود الأحفوري بشكل كبير بسبب ذوبان التربة الصقيعية، وانتشار بساتين الحمضيات البريطانية.
- غوغلبولوكس بقلم جودارد – نظرة ساخرة إلى البرامج التلفزيونية الحديثة
- الملل الكبير في يومنا هذا بقلم مايكل هيث
- هاس بينو – تقليد ساخر من ذا بينو يستخدم للسخرية من المشاهد وبوريس جونسون (الذي يظهر في دور الشخصية الرئيسية، بوريس المشاغب)
- هوم ساب بقلم ديفيد أوستن
- ليز – رسم كاريكاتوري عن العائلة المالكة رسمه كاتر بيركنز ولآر جي بأسلوب مجلة ڤيز المصورة (مع الخطاب باللهجة الجوردي). تم تشغيله من الإصدار 801 إلى الإصدار 833.
- تعرف على عائلة فلينستون – العائلة الأولى في عصور ما قبل التاريخ – تم رسم هذا الرسم على طراز عائلة فلينتستون، وكان محاكاة ساخرة لبيل وهيلاري كلينتون خلال فترة رئاسته وانتخابات الرئاسة الأمريكية عام 2008.
- خارج عربة التسوق الخاصة بك من تأليف ريف و واي – تدور أحداثه في مستشفى هيئة الخدمات الصحية الوطنية.
- المنتظمون كما كتب مايكل هيث – وهو مستند إلى مشهد الشرب في حانة المدرب والخيول في لندن (مكان اجتماع منتظم لموظفي المجلة والضيوف)، ويتضمن الشعار «جيف بن في؟» (إشارة إلى الصحفي جيفري برنارد، وهو من رواد الحانة).
- مشاهد نادرا ما تراها بقلم باري فانتوني – يسخر من عادات الشعب البريطاني من خلال تصوير العكس تمامًا لما هو مقبول.

في أوقات مختلفة، استخدمت مجلة برايفت آي أيضًا أعمال رالف ستيدمان، والي فوكس، تيموثي بيردسال، مارتن هونيسيت، ويلي راشتون، جيرالد سكارف، روبرت تومسون، كين باين، جيف تومسون، «جورودو»، إد ماكلاتشلان، سيمون بيرسال، كيفن وودكوك، برايان باجنال، كاثرين لامب وجورج آدمسون.

## المنتجات الأخرى
أنتجت مجلة برايفت آي، من وقت لآخر، العديد من المنتجات الفرعية للمجلة، بما في ذلك:
- الكتب، مثل المجلات السنوية ومجموعات الرسوم المتحركة والنشرات الاستقصائية؛
- التسجيلات الصوتية ؛
- مجلة برايفت آي تي في، وهي نسخة تلفزيونية من المجلة بثتها هيئة الإذاعة البريطانية عام 1971؛ و
- الهدايا التذكارية والمنتجات التذكارية، مثل بطاقات عيد الميلاد.

## إضافاتبرايفت آي
- الصفحة 94، بودكاست برايفت آي منذ الحلقة 1، 4 مارس 2015،[43] سُمي على اسم النكتة الجارية المستمرة في الصفحة 94 واستضافها أندرو هانتر موراي  [لغات أخرى]‏.
- آي بلاير مقاطع فيديو وصوت منذ عام 2008.[44] فلاش، وملفات إم بي 3 المستضافة، ومقاطع فيديو يوتيوب. بما في ذلك القطع المتعلقة بالهاتف،[45] العروض الصوتية في مسرح ليتلتون، والعين الخاصة: مراجعة لعامي 2016 و2015 و2014.
- أغلفة المكتبة[46] – العدد الأول – 25 أكتوبر 1961 حتى الآن
- خريطة المستشارين[47]– خريطة تفاعلية للمستشارين المحليين الذين لم يدفعوا ضريبة المجلس الخاصة بهم
- خريطة الملاذات الضريبية في المملكة المتحدة[48]– خريطة قابلة للبحث عن العقارات في إنجلترا وويلز المملوكة لشركات خارجية
- مدونة العين في الخمسين[49]– فبراير 2009 إلى سبتمبر 2013
- سيريل سميث[50]– أرشيف القصص الأصلية التي نشرت في مجلة برايفت آي 454 وصحيفة صحافة روشدايل البديلة، في عام 1979، والتي تتعلق بتأسيس قضية التستر على إساءة معاملة الأطفال من قبل النائب الليبرالي الراحل السير سيريل سميث. في مايو 2022،[51] في مقال بعنوان «أخبار المجاري»، ذكّرت مجلة برايفت آي القراء بأن «شرطي الله» الراحل المعادي للمثليين جنسياً السير جيمس أندرتون تجاهل الإساءة التي مارسها سميث على مدى عقود من الزمن ضد الأولاد في الرعاية.

## النقد والجدل

### ديانا، أميرة ويلز
وقد وجد البعض أن وقاحة المجلة وفكاهتها المثيرة للجدل في بعض الأحيان مسيئة. فبعد وفاة الأميرة ديانا، أميرة ويلز، في عام 1997، نشرت مجلة برايفت آي غلافًا بعنوان «وسائل الإعلام هي المسؤولة». وتحت هذا العنوان كانت هناك صورة لمئات الأشخاص خارج قصر بكنغهام، وعلق أحد الأشخاص بأن الصحف «عار»، ووافق آخر قائلاً إنه من المستحيل الحصول على واحدة في أي مكان، وقال آخر، «استعر صحيفتي. إنها تحتوي على صورة للسيارة».
وبعد التغيير المفاجئ في التقارير الصحفية التي صدرت بعد وفاتها مباشرة، تضمنت القضية أيضًا تراجعًا ساخرًا من «جميع الصحف» عن كل ما كان سلبيًا قد قيل عن ديانا. وكان هذا كافيا لإحداث طوفان من الشكاوى وإزالة المجلة مؤقتا من رفوف بعض وكلاء الصحف. وشملت هذه الشركات شركة دبليو إيتش سميث، التي كانت ترفض في السابق تخزين مجلة برايفت آي حتى أواخر السبعينيات، وتم وصفها في المجلة بأنها «دبليو إيتش سموج» أو «دبليو إيتش سموت» بسبب سياستها في تخزين المجلات الإباحية.

### شكاوى أخرى
اجتذبت الأعداد التي أعقبت حادثة قطار لادبروك جروف في عام 1999 (العدد 987)، وهجمات الحادي عشر من سبتمبر عام 2001 (العدد 1037؛ بل إن المجلة تضمنت «قسيمة إلغاء اشتراك» خاصة للقراء الساخطين لإرسالها) وجرائم قتل سوهام عام 2002 شكاوى مماثلة. وفي أعقاب تفجيرات لندن في السابع من يوليو، ظهر على غلاف المجلة (العدد 1137) رئيس الوزراء توني بلير وهو يقول لعمدة لندن كين ليفنغجستون: «يتعين علينا أن نتعقب العقل المدبر الشرير وراء التفجيرات...»، فيرد ليفينغستون: «... وندعوه لتناول الشاي»، في إشارة إلى دعوته المثيرة للجدال لعالم الدين الإسلامي يوسف القرضاوي إلى لندن.

### لقاح الحصبة والنكاف والحصبة الألمانية
خلال أوائل العقد الأول من القرن الحادي والعشرين، نشرت مجلة برايفت آي العديد من القصص حول الجدل الدائر حول لقاح الحصبة والنكاف والحصبة الألمانية، مما دعم تفسير أندرو ويكفيلد للأبحاث المنشورة في مجلة ذا لانسيت بواسطة مجموعة دراسة مرض التهاب الأمعاء في مستشفى رويال فري، والتي وصفت وجود صلة واضحة بين اللقاح والتوحد ومشاكل الأمعاء. واتهمت العديد من هذه القصص الباحثين الطبيين الذين دعموا سلامة اللقاح بوجود تضارب في المصالح بسبب التمويل الذي يتلقونه من صناعة الأدوية.
في البداية رفضت المجلة ويكفيلد، ولكنها سرعان ما تحركت لدعمه، ففي عام 2002 نشرت تقريراً خاصاً عن الحصبة والنكاف والحصبة الألمانية مكوناً من 32 صفحة، والذي دعم تأكيد ويكفيلد على أن لقاحات الحصبة والنكاف والحصبة الألمانية «يجب إعطاؤها بشكل فردي على فترات لا تقل عن عام واحد». أصدرت المجلة الطبية البريطانية بيانًا صحفيًا معاصرًا خلص إلى أن: «تقرير العين خطير لأنه من المرجح أن يقرأه أشخاص قلقون بشأن سلامة اللقاح. قد يقتنع الوالد المتشكك الذي يقرأ هذا بوجود مشكلة حقيقية، وغياب أي مراجع مناسبة سيمنعهم من التحقق من العديد من البيانات المضللة».
في مقالة مراجعة نُشرت عام 2010، بعد معاقبة ويكفيلد من قبل المجلس الطبي العام، ذكر الكاتب الصحفي المنتظم فيل هاموند، الذي يساهم في عمود «كرات الطب» تحت الاسم المستعار «(بالإنجليزية: MD)»، أن: «مجلة برايفت آي أخطأت في تغطيتها للحصبة والنكاف والحصبة الألمانية» في الحفاظ على دعمها لموقف ويكفيلد لفترة طويلة بعد ظهور أوجه القصور في عمله.

### اتهامات بالعداء للنقابات
اتهم كبار الشخصيات في الحركة النقابية المجلة بالتحيز الطبقي ضد النقابات، حيث وصف رئيس موظفي نقابة يونايت أندرو موراي مجلة برايفت آي بأنها «منشور لطلاب المدارس العامة المجتهدين» وأضاف أنها «لم تكتب أبدًا أي شيء عن النقابات العمالية لا يستنير بالسخرية والعداء». كما كتب العامل الاشتراكي أن «المجلة الساخرة برايفت آي أزعجت وأغضبت الأقوياء على مدى الخمسين عامًا الماضية. وقد تحدى مزيجها من الفكاهة والتحقيق بلا كلل نفاق النخبة... لكنها تعاني أيضًا من نقاط ضعف خطيرة. بين المقالات والرسوم الكاريكاتورية الساخرة الذكية—وإن كانت متعبة في بعض الأحيان—هناك سلسلة سيئة من الغطرسة والتحيز. تعتمد نكاتها عن الفقراء والنساء والشباب على الصور النمطية الكسولة التي قد تتوقعها من أعمدة الديلي ميل. إنها مجلة مناهضة للمؤسسة».

### التجديف
تلقى إصدار عيد الميلاد لعام 2004 العديد من الشكاوى بعد أن ظهر فيه لوحة بيتر بروغل لمشهد ميلاد المسيح، حيث قال رجل حكيم لآخر: «من الواضح أنها لوحة ديفيد بلانكيت» (الذي كان في ذلك الوقت متورطًا في فضيحة يُعتقد أنه تسبب في حمل امرأة متزوجة). أرسل العديد من القراء رسائل تتهم المجلة بالتجديف والمواقف المعادية للمسيحية. وذكر أحدهم أن «هؤلاء الأوغاد الحمقاء والحمقى لن يجرؤوا على الاستهزاء بالإسلام». ومع ذلك، فقد نشرت بانتظام رسومًا كاريكاتورية تتعلق بالإسلام مثل الرسم الكاريكاتوري الذي يصور «أستاذًا في المهن في طالبان يسأل تلميذًا: ماذا تحب أن تكون عندما تنفجر؟».
وقد خالفت العديد من الرسائل في العدد الأول من عام 2005 شكاوى القراء السابقين، وكانت بعضها محاكاة ساخرة لتلك الرسائل، حيث «اشتكت» من غلاف العدد التالي– وهو رسم كاريكاتوري يصور مزلجة سانتا ممزقة بواسطة مزرعة رياح : قال أحد الرسائل: «إن استخدام صورة لربنا سانتا كلوز ورنة عيد الميلاد المقدسة وهما ممزقان إربًا إربًا أثناء الطيران فوق مزرعة رياح أمر غير مناسب وتجديف».

### «أخبار زائفة»
في نوفمبر 2016، ظهر الموقع الرسمي لمجلة برايفت آي في قائمة تضم أكثر من 150 موقعًا «للأخبار المزيفة» جمعتها ميليسا زيمدارس، وهي محاضرة أمريكية. تم إدراج الموقع كمصدر «مزيف عمدًا بقصد السخرية / الكوميديا، والذي يمكن أن يقدم تعليقًا نقديًا مهمًا على السياسة والمجتمع، ولكن لديه القدرة على مشاركته كأخبار حقيقية / حرفية». رفضت آي أي تصنيف من هذا القبيل، قائلة إن موقعها «لا يحتوي على أي من هذه الأشياء، حيث يتم استخلاص المجموعة الصغيرة من القصص عبر الإنترنت من صفحات الصحافة في المجلة»، مضيفة أن «حتى طلاب الكليات الأمريكية قد يدركون أن رسالة مديرة المدرسة ليست في الحقيقة من مدرسة ثانوية مضطربة». قامت زيمدارس لاحقًا بإزالة الموقع من قائمتها، بعد أن اتصلت بها آي للحصول على توضيح.

### غلاف الحرب بين إسرائيل وحماس
في عام 2023، نشرت مجلة برايفت آي غلافًا ساخرًا عن حرب إسرائيل وحماس، جاء فيه «قد تحتوي هذه المجلة على بعض الانتقادات للحكومة الإسرائيلية وقد تشير إلى أن قتل الجميع في غزة انتقامًا لفظائع حماس قد لا يكون حلاً جيدًا على المدى الطويل لمشاكل المنطقة». تعرضت المجلة للانتقاد والإشادة على موقفها، حيث اتهم البعض المجلة بمعاداة السامية، بينما وصفها آخرون بالشجاعة لانتقادها الحكومة الإسرائيلية. وقد أدان النقاد، مثل الصحفي الاستقصائي ديفيد كولير، المجلة، في حين دافع المؤيدون عن انتقاداتها باعتبارها ليست معادية للسامية بل تشكيكًا مشروعًا في تناسب رد إسرائيل.

## قضايا التشهير
تم إدراج إيان هيسلوب في موسوعة غينيس للأرقام القياسية باعتباره الرجل الأكثر تعرضًا للمقاضاة في تاريخ القانون الإنجليزي.

آ.م: (آدم ماكوين)
إ.هـ: (إيان هيسلوب)
آ.م: هناك حقيقة تدور حولك مفادها أنك «الرجل الأكثر تعرضًا للمقاضاة في التاريخ»...
إ.هـ: يقول من؟
آ.د: يقول ويكيبيديا، أعتقد.
إ.هـ: نعم، نعم. يجب أن يكون صحيحا!
آ.د: فيما يتعلق بقضايا التشهير، هل تقول أن العين أقل من المتوسط أم أعلى منه؟
إ.هـ: بالنسبة للجميع، أو بشكل عام؟ حسنًا، كما تعلمون، انهار التشهير بشكل كامل. كان على أعضاء نقابة المحامين في قضايا التشهير إعادة التدريب! لقد ولت الأيام القديمة العظيمة. لقد كان جزئيا خطؤنا، بسبب تذمرنا بشأن الحاجة إلى تغيير القانون، ثم تم تغييره. كانت قضية سوتكليف بمثابة نقطة تحول، فقد كانت تعني أن محكمة الاستئناف يمكن أن تضع حدًا أقصى لأضرار التشهير، وتم السماح للقاضي بتوجيه هيئة المحلفين بشأن المبلغ، وبدأ كل شيء كان مجنونًا بشأنها يتغير... لقد خلقت تغييرًا حقيقيًا: كان هناك شعور بأنه إذا ذهبت إلى المحكمة فقد تخسر. في معظم الثمانينيات، إما أن تفوز أو تكتفي. لذا فإن العدد الفعلي لقضايا التشهير بالنسبة لنا انخفض بشكل كبير. وجزئيا أشعر بذلك لأن الصحافة كانت أكثر قوة وثباتا. لقد فعلنا الكثير من الأشياء التي تطلب من الناس أن يبتعدوا عن اللعبة في مرحلة مبكرة، وحققنا الكثير من الانتصارات خارج الملعب. أعتقد أننا جميعًا نشعر بالقلق بشأن الأوامر القضائية والخصوصية في الوقت الحالي، ويبدو أن اللعبة الجديدة بأكملها تشغل قدرًا هائلاً من الوقت والمال. ولقد أصبح التشهير، ولله الحمد، قضية أقل أهمية.

اشتهرت مجلة برايفت آي منذ فترة طويلة بجذب دعاوى التشهير التي يمكن أن تؤدي بسهولة إلى منح تعويضات في القانون الإنجليزي. «تخصص المجلة «ما يقرب من ربع مبيعاتها لدفع تعويضات في قضايا التشهير». على الرغم من أن المجلة غالبًا ما تجد طرقًا أخرى لتهدئة التوترات القانونية، مثل طباعة رسائل من الأطراف المتضررة. بصفته محررًا منذ عام 1986، يعد إيان هيسلوب واحدًا من أكثر الأشخاص الذين تعرضوا للمقاضاة في بريطانيا. من عام 1969 وحتى منتصف الثمانينيات، كان المحامي المتخصص في حقوق الإنسان جيفري بيندمان هو من يمثل المجلة.
كان الكاتب كولن واتسون أول شخص ينجح في رفع دعوى قضائية ضد مجلة برايفت آي، معترضًا على وصفه بأنه «المؤلف غير المعروف الذي... كان يكتب رواية، على طريقة وودهاوس تمامًا ولكن بدون نكات». وقد حصل على 750 جنيهًا إسترلينيًا.
كان غلاف العدد العاشر من المجلة في عام 1971 (العدد 257) يظهر شاهد قبر كرتوني منقوش عليه قائمة طويلة من الأسماء المعروفة، ونقش على القبر : «لم يرفعوا دعاوى قضائية عبثًا».
في قضية أركيل ضد بريسدرام عام 1971، كتب محامو أركيل خطابًا خلصوا فيه إلى: «سيكون موقفه من الأضرار محكومًا بطبيعة ردك». وردت برايفت آي : «نعترف بخطابك المؤرخ 29 أبريل الذي يشير إلى السيد ج. أركيل. ونلاحظ أن موقف السيد أركيل من الأضرار سيحكمه طبيعة ردنا، وبالتالي سنكون ممتنين إذا أخبرتنا بموقفه من الأضرار، إذا علم أن طبيعة ردنا هي كما يلي: اذهب إلى الجحيم». سحب المدعي الدعوى المهددة. ومنذ ذلك الحين، استخدمت المجلة هذا التبادل كتعبير ملطف للرفض الصريح والفظ، على سبيل المثال: «نشيرك إلى الرد المقدم في قضية أركيل ضد بريسدرام». وكما هو الحال مع «متعب وعاطفي»، فقد انتشر هذا الاستخدام خارج المجلة.
في عام 1976 رفع جيمس جولدسميث دعوى تشهير جنائية ضد المجلة، وهو ما يعني أنه في حالة إدانتهما، قد يُسجن المحرر ريتشارد إنجرامز ومؤلف المقال، باتريك مارنهام. وقد رفع دعوى قضائية بشأن مزاعم بأنه تآمر مع مجموعة كليرمونت لمساعدة اللورد لوكان في التهرب من الشرطة، التي كانت تلاحقه فيما يتصل بقتل مربية أطفاله. حقق جولدسميث انتصارًا جزئيًا وتوصل في النهاية إلى تسوية مع المجلة. وهددت القضية بإفلاس مجلة «برايفت آي»، التي لجأت إلى قرائها للحصول على دعم مالي في شكل «صندوق الكرات الذهبية». أُشير إلى جولدسميث باسم «الفك المفترس». كان محامي جولدسميث بيتر كارتر–روك متورطًا في العديد من قضايا التقاضي ضد مجلة برايفت آي؛ وتشير المجلة إلى شركته باسم «كارتر–فاك».
فاز روبرت ماكسويل بمبلغ كبير من المجلة عندما رفع دعوى قضائية بسبب اقتراحهم بأنه يشبه المجرم. وادعى هيسلوب أن ملخصه للقضية: «لقد أعطيت للتو شيكًا كبيرًا لتشيكي سمين» كان المثال الوحيد للنكتة التي تم سردها في برنامج الأخبار في العاشرة.
سونيا سوتكليف، زوجة «سفاح يوركشاير» بيتر سوتكليف، رفعت دعوى قضائية في يناير 1981 بسبب مزاعم بأنها استخدمت علاقتها بزوجها لكسب المال. في مايو 1989، خارج المحكمة، ألقى هيسلوب نكتة حول التعويض القياسي آنذاك والذي بلغ 600 ألف جنيه إسترليني: «إذا كانت هذه هي العدالة، فأنا موزة». تم تخفيض المبلغ عند الاستئناف إلى 60 ألف جنيه إسترليني. وقد جمع القراء مبلغًا كبيرًا من المال في صندوق «كرات الموز»، وتبرعت مجلة برايفت آي بالفائض لأسر ضحايا بيتر ساتكليف. في قضية التشهير التي رفعتها سونيا سوتكليف عام 1990 ضد صحيفة نيوز أوف ذا وورلد، تبين أنها استفادت مالياً بالفعل من جرائم زوجها، على الرغم من أن تفاصيل مقالة برايفت آي غير دقيقة.
في عام 1994، نجح مفتش الشرطة المتقاعد جوردون أنجليسي في رفع دعوى قضائية ضد صحيفة آي وثلاثة منافذ إعلامية أخرى بتهمة التشهير بسبب مزاعم بأنه اعتدى بشكل غير لائق على أطفال قاصرين في ريكسهام في ثمانينيات القرن العشرين. في أكتوبر 2016، أُدين بارتكاب جرائم جنسية تاريخية. قال هيسلوب إن المجلة لن تحاول استرداد تعويضات بقيمة 80 ألف جنيه إسترليني الممنوحة لأنجليسيا، قائلًا: «لا يسعني إلا التفكير في الشهود الذين تقدموا للمساعدة في قضيتنا في ذلك الوقت، والذين انتحر أحدهم لاحقًا قائلاً لزوجته إنه لم يتغلب أبدًا على عدم تصديقه. لن تسعى مجلة برايفت آي إلى استعادة أموالنا من أضرار التشهير. لقد دفع آخرون ثمنًا أعلى بكثير». توفيت أنجليسيا في ديسمبر 2016، بعد ستة أسابيع من انتهاء عقوبة السجن لمدة 12 عامًا.
في عام 1999، فاز المدير التنفيذي السابق لمجلس منطقة هاكني في لندن، صامويل ييبواه، بتعويضات كبيرة واعتذار بعد أن وصفه عمود روتن بورو «13 مرة على الأقل» بأنه فاسد وزعم أنه استخدم «بطاقة العرق» لتجنب الانتقادات.
جاء النصر للمجلة في أواخر عام 2001 عندما تم إسقاط قضية التشهير التي رفعها المحاسب القانوني الكورنوولي جون ستيوارت كوندليف بعد ستة أسابيع من خلال تسوية خارج المحكمة دفع فيها كوندليف 100 ألف جنيه إسترليني للدفاع آي.  وفي مقال لها في صحيفة الغارديان، أشارت جيسيكا هودجسون إلى أن «الانتصار على كوندليف—الذي مثله شركة الإعلام الكبرى بيتر كارتر روك وشركاؤه—يمثل انتصارًا نفسيًا كبيرًا للمجلة».
في عام 2009، نجحت مجلة برايفت آي في الطعن على أمر قضائي أصدره ضدها مايكل نابير، رئيس نقابة المحامين السابق، والذي سعى إلى المطالبة بـ«السرية» فيما يتعلق بتقرير يفيد بأنه تم تأديبه من قبل نقابة المحامين بسبب تضارب المصالح. كان للحكم أهمية أوسع لأنه سمح بنشر أحكام أخرى صادرة عن نقابة المحامين.

## الملكية
المجلة مملوكة لمجموعة منتقاة من الأشخاص ويتم نشرها بواسطة شركة محدودة، شركة بريس درام المحدودة، والتي تم شراؤها كشركة «جاهزة» بواسطة بيتر كوك في نوفمبر 1961.
لا تنشر مجلة برايفت آي قائمة بأسماء محرريها أو كتابها أو مصمميها أو موظفيها. في عام 1981 ذكر كتاب قصة المحقق الخاص أن المالكين هم كوك، الذي يمتلك معظم الأسهم، مع مساهمين أصغر بما في ذلك الممثلين ديرك بوجارد وجين آشر، والعديد من الأشخاص الذين شاركوا في تأسيس المجلة. لكن معظم الأشخاص الذين وردت أسماؤهم في القائمة توفوا منذ ذلك الحين، ومن غير الواضح ما الذي حدث لمساهماتهم. ولا يجوز للمعنيين بموجب العقد بيع أسهمهم إلا بالسعر الذي دفعوه في الأصل.
مساهمو اعتبارًا من 26 مارس 2021،[بحاجة لمصدر] بما في ذلك المساهمين الذين ورثوا الأسهم، وهم:
- جين آشر
- اليزابيث كوك
- المنفذ لتركة اللورد فارينجتون
- إيان هيسلوب (مخرج أيضًا)
- شركة برايفت آي (إنتاج) المحدودة
- أنتوني راشتون (مخرج أيضًا)
- منفذي ممتلكات سارة سيمور
- صندوق العين الخاصة (المساهم الأكبر)
- بيتر أوزبورن (1937–2023)
- بروك فان دن بوجاردي (ابن أخ بوجارد)
- شيلا مولنار
- جيف إلويل (أمين الشركة أيضًا).

في صفحاتها، تشير المجلة دائمًا إلى مالكها باعتباره المالك الأسطوري «لورد جنوم»، وهي سخرية من بارونات الصحافة الاستبدادية.

## الشعار
يتضمن رأس المجلة شعارًا كرتونيًا لفارس مدرع، جنيتي، يحمل سيفًا منحنيًا، محاكاة ساخرة لشعار «الصليبي» الخاص بصحيفة ديلي إكسبريس. يتم إعادة رسم جنيتي أحيانًا ليعكس الأحداث الجارية؛ على سبيل المثال، أثناء جائحة فيروس كورونا، تم تصوير جنيتي وهو يرتدي قناعًا.
شعار صفحة الأخبار بالمجلة هو السيد بانش عاريًا وهو يلامس عضوه الذكري المنتصب والكبير الحجم أثناء ركوب حمار واحتضان إحدى معجباته. إنها تفصيلة من إفريز من تصميم «ديكي» دويل والذي كان يشكل ذات يوم رأس مجلة «بانش»، والتي أصبح محررو مجلة «برايفت آي» يكرهونها بسبب هبوطها الملحوظ إلى مستوى الرضا عن الذات. كانت الصورة، المخفية في تفاصيل الإفريز، تظهر على غلاف مجلة بانش لمدة قرن تقريبًا، وقد لاحظها مالكولم موغيريدج أثناء مشاركته كضيف في تحرير مجلة برايفت آي. تم تكبير شخصية «القزم الرابليزي»، كما تم تسميتها، بواسطة جيرالد سكارف ووضعها على الغلاف الأمامي للعدد 69 في عام 1964 بالحجم الكامل. وقد تم اعتماده رسميًا كتميمة على الصفحات الداخلية، كرمز للتجسيد القديم الجذري لمجلة بانش التي أعجبت بها آي.
تم تصميم نص الصفحة الرئيسية بواسطة ماثيو كارتر، الذي قام فيما بعد بتصميم الخطوط الشهيرة على شبكة الإنترنت فيردانا وجورجيا، وخط واجهة ويندوز 95 تاهوما. كتب: «أراد نيك لوارد [المالك المشارك آنذاك] تحويل مجلة برايفت آي إلى مجلة لامعة وطلب مني تصميمها. أدركت أن هذه فكرة يائسة بمجرد أن التقيت بكريستوفر بوكر وريتشارد إنغرامز وويلي راشتون».

## للقراءة الإضافية
- Bryant، Mark (يناير 2007). "The Satirical Eye". History Today. ج. 57 رقم  1. مؤرشف من الأصل في 2020-08-06.
- Carpenter، Humphrey (2002). That Was Satire That Was. Phoenix. ISBN:0-7538-1393-9.
- Carpenter, Humphrey. (2003) A great, silly grin: The British satire boom of the 1960s (Da Capo Press, 2003).
- Hislop، Ian (1990). The Complete Gnome Mart Catalogue. Corgi. ISBN:0552137529.
- Ingrams، Richard (1993). Goldenballs!. Harriman House. ISBN:1897597037.
- Ingrams، Richard (1971). The Life and Times of Private Eye. Penguin. ISBN:0-14-003357-2.
- Lockyer, Sharon. (2006) "A two–pronged? Exploring برايفت آي's satirical humour and investigative reporting." Journalism Studies 7.5 (2006): 765–781.
- Macqueen، Adam (2011). Private Eye: The First 50 Years– An A–Z. London: Private Eye Productions. ISBN:978-1-901784-56-5.
- Marnham، Patrick (1982). The Private Eye Story. Andre Deutsch/Private Eye. ISBN:0-233-97509-8.
- Wilmut، Roger (1980). "The Establishment Club, 'Private Eye', 'That Was The Week That Was'". From fringe to flying circus: celebrating a unique generation of comedy, 1960–1980. Eyre Methuen. ISBN:9780413469502.

## وصلات خارجية
- الموقع الرسمي
- Media top 100: 40. Ian Hislop